# 1973-as magyar asztalitenisz-bajnokság
Az 1973-as magyar asztalitenisz-bajnokság az ötvenhatodik magyar bajnokság volt. A bajnokságot február 9. és 11. között rendezték meg Budapesten, a Nemzeti Sportcsarnokban (a selejtezőt a Játékcsarnokban).

## Eredmények
| Versenyszám  | Arany                                                            | Arany | Ezüst                                                           | Ezüst | Bronz | Bronz |
| ------------ | ---------------------------------------------------------------- | ----- | --------------------------------------------------------------- | ----- | --- | ----- |
| Férfi egyéni | Klampár Tibor Postás SE                                          |       | Jónyer István Bp. Spartacus                                     |       | Beleznay Mátyás Miskolci Építők MTEPigniczki László Bp. Spartacus                                                            |       |
| Női egyéni   | Lotaller Henriette Statisztika Petőfi SC                         |       | Molnár Anna Miskolci Építők MTE                                 |       | Kisházi Beatrix Statisztika Petőfi SCMagos Judit Statisztika Petőfi SC                                                       |       |
| Férfi páros  | Klampár Tibor, Jónyer István Postás SE, Bp. Spartacus            |       | Marosffy Szabolcs, Kocsis Gyula Bp. Spartacus                   |       | Pigniczki László, Bánkuti Sándor Bp. Spartacus, Csepel SCRózsás Péter, Harangi Sándor BVSC                                   |       |
| Női páros    | Molnár Anna, Szendy Katalin Miskolci Építők MTE, Ferencvárosi TC |       | Kisházi Beatrix, Papp Angéla Statisztika Petőfi SC              |       | Magos Judit, Lotaller Henriette Statisztika Petőfi SCKuchár Györgyi, Juhos Eszter Statisztika Petőfi SC                      |       |
| Vegyes páros | Klampár Tibor, Molnár Anna Postás SE, Miskolci Építők MTE        |       | Jónyer István, Magos Judit Bp. Spartacus, Statisztika Petőfi SC |       | Faházi János, Kuchár Györgyi Ganz-MÁVAG VSE, Statisztika Petőfi SCBörzsei János, Kisházi Beatrix BVSC, Statisztika Petőfi SC |       |